# Charlie Stjerneklar
Charlie Stjerneklar Zacher Tibu (født 1984, Svendborg) er partner i public affairs bureauet GRACE Public Affairs.  
Stjerneklar er tidligere administrerende direktør i brancheforeningen Kreativitet & Kommunikation, kommunikations- og pressechef i Vækstfonden, kommunikationschef i Philip Morris Danmark og analysechef i Rud Pedersen A/S.
Han var i perioden 2009-2011 af flere omgange indsuppleret medlem i Region Hovedstaden for Socialistisk Folkeparti, ligesom han var folketingskandidat for partiet til folketingsvalget i 2011.
Charlie Stjerneklar er søn af pressefotograf Jørn Stjerneklar